# Mike Dunn
Andrew Michael „Mike“ Dunn (* 20. November 1971 in Middlesbrough) ist ein ehemaliger englischer Snookerspieler, der zwischen 1991 und 2020 mit einer Saison Unterbrechung auf der Snooker Main Tour spielte. In dieser Zeit erreichte er das Halbfinale der Benson and Hedges Championship 2002, der China Open 2014 und der Ruhr Open 2015 sowie Rang 32 der Snookerweltrangliste. Der frühere Juniorenmeister im English Billiards ist langjähriges WPBSA-Vorstandsmitglied und betätigt sich darüber hinaus auch als Billardtrainer.

## Karriere
Als Jugendlicher spielte Dunn zunächst auf regionaler Ebene im englischen Cleveland Snooker, gewann aber auch die britische U19-Meisterschaft im English Billiards. Dunn wurde zur Saison 1991/92 Profispieler, als die Profitour für alle Spieler gegen ein gewisses Startgeld geöffnet wurde. In seinen ersten Profijahren schied Dunn fast immer in der Qualifikation eines Turnieres aus. Einzige Ausnahme bildete ein Turnier ohne Einfluss auf die Weltrangliste, die Benson and Hedges Championship, bei der er 1995 die Runde der letzten 32 und 1996 das Achtelfinale erreichte. Auf der Weltrangliste konnte er sich in dieser Zeit, begonnen bei Platz 320, langsam hocharbeiten und belegte Mitte 1997 Rang 139. Da dann aber die Zahl der Profispieler auf der nun erstklassigen Profitour begrenzt wurde, verlor Dunn dort die Spielberechtigung. Da er die direkte Wiederqualifikation über die WPBSA Qualifying School verpasste, spielte Dunn die nächste Saison auf der UK Tour. Seine dortigen Ergebnisse reichten aus, um zur Saison 1998/99 wieder die erstklassige Profitour zurückzukehren.
Die folgenden Jahren brachten für Dunn einige Erfolge. So konnte er einige Male eine Runde der letzten 32 eines Ranglistenturnieres erreichen, was bei den Welsh Open 1999, dem Thailand Masters 2000, dem Thailand Masters 2001 und der Snookerweltmeisterschaft 2002 der Fall war. Durch diese Erfolge verbesserte sich Dunn auf der Weltrangliste auf Platz 60. In den anschließenden Spielzeiten konnte Dunn diese Erfolge regelmäßig wiederholen, Höhepunkte waren dabei eine Halbfinalteilnahme bei der Benson and Hedges Championship 2002 und eine Achtelfinalteilnahme beim Malta Cup 2005. Auf der Weltrangliste etablierte er sich dabei in den 50er-Rängen; seine beste Platzierung war Platz 53, Mitte 2007 stand er auf Rang 59. Binnen der nächsten drei Jahre konnte Dunn regelmäßig eine Runde der letzten 32 und einige Male auch ein Achtelfinale erreichen, wodurch er sich auf Platz 33 verbessern konnte. Zusätzlich nahm er 2009 auch am Snooker-Wettbewerb der World Games teil, verlor aber bereits sein Auftaktspiel. Während der nächsten beiden Saisons konnte Dunn nur bedingt an die vorherigen Erfolge anknüpfen, auch wenn er unter anderem das Viertelfinale des Snooker Shoot-Outs erreichte und beim German Masters 2012 in der Qualifikation ein Maximum Break spielte. Auch wenn er zeitweise bereits auf Platz 32 geführt worden war, verschlechterte sich Dunn bis Mitte 2012 auf Rang 49.
Die nächsten beiden Saisons zeigten eine deutlich schlechtere Form Dunns, der nun fast immer recht früh ausschied. Einziger Höhepunkt waren die China Open 2014, bei denen er unter anderem Mark Selby besiegte und erst im Halbfinale gegen Ding Junhui ausschied. Dennoch fand er sich am Saisonende auf Platz 58 der Weltrangliste wieder, nachdem er zeitweise bereits auf Platz 63 gestanden hatte. Während der folgenden zwei Spielzeiten erholte sich Dunns Form wieder und der Engländer hatte vor allem im Rahmen der Players Tour Championship 2015/16 einige Erfolge. Diese Erfolge führten ihn bis auf Weltranglistenplatz 37. Danach brach Dunns Form jedoch sukzessive ein. Sein letzter großer Erfolg war eine Viertelfinalteilnahme bei den Northern Ireland Open 2017, danach schied er mit wenigen Ausnahmen stets früh aus. Abgestürzt auf Rang 81, verlor Dunn Mitte 2020 die sportliche Qualifikation für die Main Tour und beendete zeitgleich seine Profikarriere. Mitentscheidend waren auch verschiedene (chronische) Verletzungen. Bereits während seiner aktiven Karriere betätigte sich der in Redcar lebende Dunn im Vorstand der World Professional Billiards & Snooker Association. Seine erste Wahl fand 2003 statt. Auch wenn er zu diesem Zeitpunkt seine Karriere bereits beendet hatte, wurde er 2019 als Player Director erneut in den WPBSA-Vorstand gewählt. Darüber hinaus besitzt er in Darlington eine Snooker-Akademie und betätigt sich als Juniorentrainer.